# من شخصا او را می‌شناسم
من شخصا او را می‌شناسم (ارمنی: Անձամբ ճանաչում եմ؛) فیلمی محصول سال ۱۹۵۷ ارمنستان شوروی به کارگردانی استپان کوورکوف و ارازم کارامیان. 

## بازیگران
- بوریس سمیونوف در نقش ولادیمیر لنین
- ماریا پاسنتوخووا در نقش نادژدا کروپسکایا
- گورگن تونونتس در نقش کامو
- مدئه‌آ چاخاوا در نقش مده‌آ
- هراچیا نرسیسیان در نقش پدر مده‌آ
- سرگئی ستولیاروف در نقش واسیلی
- ژانا هووناتانیان در نقش جاواهیر
- آرتیوم کاراپتیان در نقش گیس‌بلند
- بوریس سووبودا در نقش مارزیپانوف
- آشوت نرسیسیان در نقش خدمتکار مارزیپانوف
- Գեն در نقش շրջիկ գործակատար
- واغارش واغارشیان در نقش شیللر
- داویت مالیان در نقش کٌن
- گالینا سوپرونووا در نقش خریزانتمووا
- کاخی کاوسادزه در نقش کاراچوخلی
- واختانگ پیرتسخالاوا در نقش گیوی
- آفراسی‌یوف مامدوف در نقش رئواز
- واهاگن باگراتونی در نقش سلیمان
- آرچیل گومیاشویلی در نقش مانتاشروف
- آکاکی کوانتالیانی در نقش دکان‌چی
- پیوتر مالک در نقش جاسوس
- خورن آبراهامیان در نقش جنایتکار